# Gonia pallens
Gonia pallens är en tvåvingeart som beskrevs av Christian Rudolph Wilhelm Wiedemann 1830. Gonia pallens ingår i släktet Gonia och familjen parasitflugor. Inga underarter finns listade i Catalogue of Life.